# BeBe Zahara Benet
Nea Marshall Nudi Ngwa, plus connue sous le nom de scène BeBe Zahara Benet, est une drag queen camerouno-américaine principalement connue pour avoir gagné la première saison de RuPaul's Drag Race en 2009. En 2018, elle est la candidate secrète de la troisième saison de RuPaul's Drag Race: All Stars, où elle finit troisième.

## Jeunesse
BeBe naît le 20 mars 1981 au Cameroun. En arrivant aux États-Unis, elle s'installe à Minneapolis pour finir ses études et être plus proche de sa famille.

## Carrière
La première expérience de BeBe dans le transformisme était pendant un défilé de mode à Paris, où on lui demande de porter une robe pour défiler, afin de remplacer une mannequin absente à la dernière minute. Sa première performance en tant que drag queen était aux côtés de Cyndi Lauper dans un bar de Minneapolis.

### Musique
Le premier single de BeBe, "I'm the Sh*t", est remixé par Felix Baumgartner, Ralph Rosario et Mark Picchiotti. Elle sort son deuxième single, "Cameroon", en juillet 2010. En décembre de la même année, elle fait une apparition dans le clip de la chanson A Little Respect de Erasure. Elle sort son troisième single "Dirty Drums" le 17 avril 2012 sur iTunes, et son quatrième single, "Face", le 3 mars 2014.
BeBe a également participé à l'album Christmas Queens 4 avec une reprise de "Little Drummer Boy".

### Télévision
En 2009, BeBe est annoncée comme l'une des neuf candidates de la première saison de RuPaul's Drag Race, et devient la première gagnante de l'émission.
En 2011, elle apparaît dans deux épisodes de RuPaul's Drag U, en tant que professeur.
Lors du premier épisode de la troisième saison de RuPaul's Drag Race: All Stars, la dixième candidate surprise se révèle être BeBe. Elle gagne deux défis et arrive jusqu'en finale, mais n'est pas choisi par le jury pour faire partie des deux finalistes, et finit en troisième place avec Shangela.
En 2018, elle crée un Kickstarter pour produire un documentaire sur sa vie et sa carrière, Being BeBe.

## Discographie

### EPs
| Année | Titre             |
| ----- | ----------------- |
| 2017  | Kisses & Feathers |

### Singles
| Année | Titre                                 | Album              |
| ----- | ------------------------------------- | ------------------ |
| 2009  | "I'm the Sh*t"                        | Single             |
| 2010  | "Cameroon"                            | Single             |
| 2012  | "Dirty Drums"                         | Single             |
| 2014  | "Face"                                | Single             |
| 2017  | "Get Fierce (Lose Yourself)"          | Kisses & Feathers  |
| 2017  | "Fun Tonite"                          | Kisses & Feathers  |
| 2017  | "Starting A Fire"                     | Kisses & Feathers  |
| 2018  | "Dirty Drums/Cameroon (All Stars Mix) | Single             |
| 2018  | "Jungle Kitty"                        | Single             |
| 2018  | "Little Drummer Boy"                  | Christmas Queens 4 |

### Collaborations
| Année | Titre | Album  |
| ----- | --- | ------ |
| 2009  | "CoverGirl (Remix)" (RuPaul avec BeBe Zahara Benet, Nina Flowers & Rebecca Glasscock)                          | Single |
| 2018  | "Drag Up Your Life" (RuPaul avec Trixie Mattel, Kennedy Davenport, BenDeLaCreme, Shangela & BeBe Zahara Benet) | Single |
| 2018  | "Kitty Girl (Remix)" (RuPaul avec Kennedy Davenport, Shangela, BeBe Zahara Benet & Trixie Mattel)              | Single |